# San Giorgio
San Giorgio (in greco antico: Γεώργιος?, Georgios; in siriaco ܓܝܘܪܓܝܣ, Giwargis; in latino Georgius) (Cappadocia, 275-285 – Nicomedia, 23 aprile 303) è stato un militare romano secondo una consolidata e diffusa tradizione, un martire cristiano, venerato come santo megalomartire (Hàghios Geòrgios ho Megalomàrtys, Ἅγιος Γεώργιος ὁ Μεγαλομάρτυς) da quasi tutte le Chiese cristiane che ammettono il culto dei santi.
Morì prima di Costantino I, probabilmente sotto le mura di Nicomedia (oppure a Lidda), secondo alcune fonti nel 303.
Il suo culto è molto diffuso ed è antichissimo, risalendo almeno al IV secolo.

## Agiografia

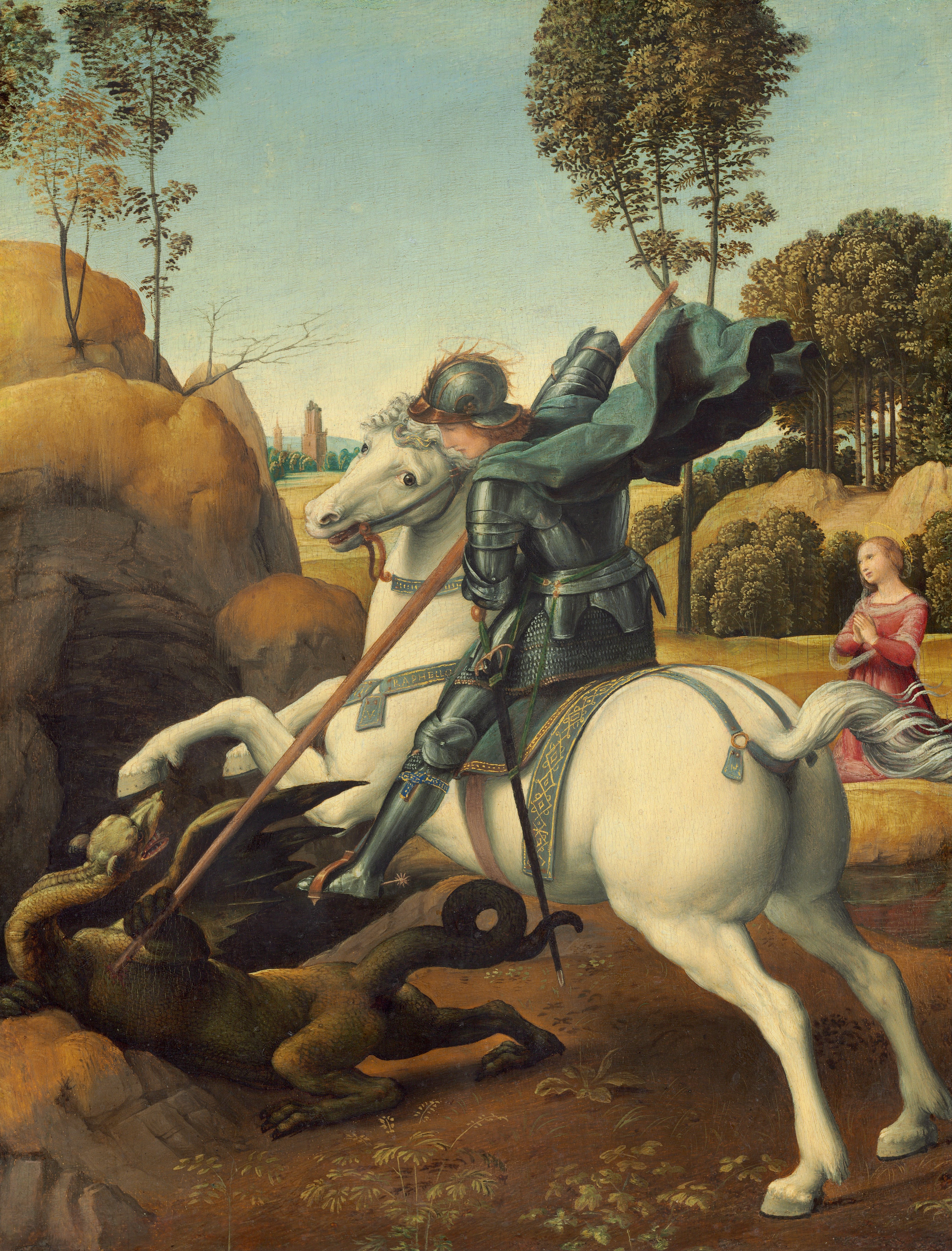
Raffaello, San Giorgio e il drago (1505; Washington, National Gallery of Art).

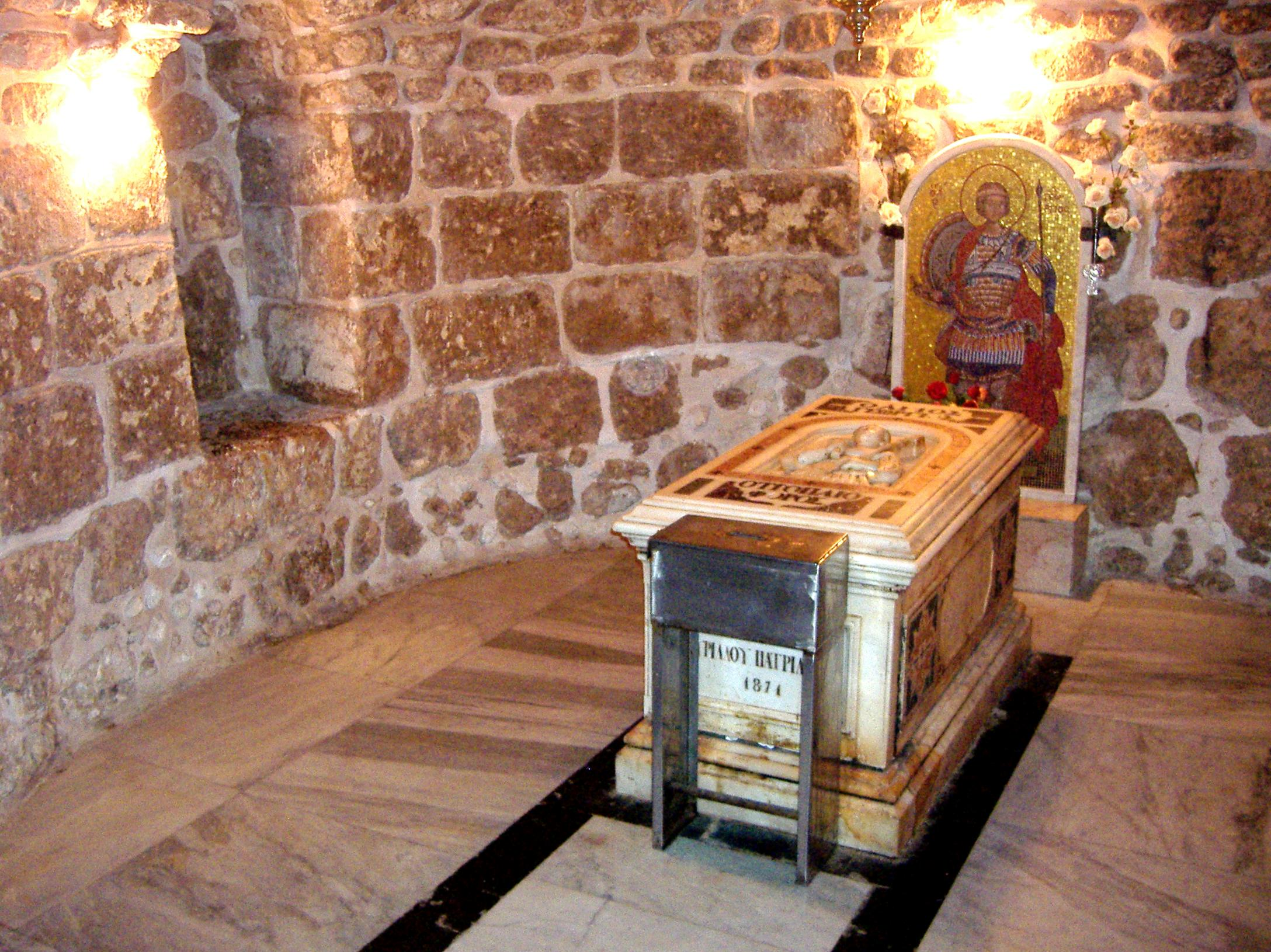
La tomba di San Giorgio a Lidda.

In mancanza di notizie biografiche certe su san Giorgio, le principali informazioni provengono dalla Passio sancti Georgii, che però già il Decretum Gelasianum del 496  classificava tra le opere apocrife. Secondo questa fonte, Giorgio era originario della Cappadocia (regione dell'odierna Turchia), figlio di Geronzio, persiano, e Policromia, greca cappadoce, nato verso l'anno 280. I genitori lo educarono alla religione cristiana. Trasferitosi in Palestina, si arruolò nell'esercito dell'imperatore Diocleziano, comportandosi da valoroso soldato, fino al punto di giungere a far parte della guardia del corpo dello stesso Diocleziano, divenendo ufficiale delle milizie e forse suo successore.
Il martirio sarebbe avvenuto sotto Diocleziano stesso (che però in molte versioni è sostituito da Daciano, imperatore dei Persiani), il quale avrebbe convocato settantadue re per decidere quali misure prendere contro i cristiani per sterminarli.
Giorgio donò ai poveri tutti i suoi averi e, davanti alla corte, si confessò cristiano; all'invito dell'imperatore di sacrificare agli dei, si rifiutò: secondo la leggenda, venne battuto, sospeso, lacerato e gettato in carcere, dove ebbe una visione di Dio che gli predisse sei anni di tormenti, tre volte la morte e tre la resurrezione.
Tagliato in due con una ruota piena di chiodi e spade, Giorgio resuscitò, operando la conversione del magister militum Anatolio con tutti i suoi soldati, che vennero uccisi a fil di spada; entrò in un tempio pagano e con un soffio abbatté gli idoli di pietra; convertì l'imperatrice Alessandra, che venne martirizzata.
A richiesta del re Tranquillino, Giorgio risuscitò due persone morte da quattrocentosessant'anni, le battezzò e le fece sparire. L'imperatore Diocleziano lo condannò nuovamente a morte e il santo, prima di essere decapitato, implorò Dio che l'imperatore e i settantadue re fossero inceneriti; dopo la sua preghiera, Giorgio si lasciò decapitare, promettendo protezione a chi avesse onorato le sue reliquie, le quali sono conservate in una cripta sotto la chiesa cristiana (di rito greco-ortodosso) a Lidda, nello stato di Israele.

## Culto
Anticamente nella "Superba", la repubblica marinara di Genova - il cui vessillo era appunto una croce rossa in campo bianco - la venerazione di san Giorgio era riconosciuta a livello istituzionale, tanto da identificare l'immagine di san Giorgio e la bandiera rossocrociata con la Repubblica genovese; "Genova e san Giorgio" era il grido di battaglia degli armati della Repubblica.

Il simbolo di san Giorgio ricorre ancor oggi nello stemma comunale del capoluogo ligure; lo stesso Grifone, proprio degli stemmi genovesi, potrebbe essere, in conseguenza dei rapporti tra Genova e il bacino del Mar Nero e vicino oriente anatolico-persiano, una rielaborazione per contaminazione della figura del drago.
La grande diffusione del culto di san Giorgio, originariamente venerato in Oriente, si ebbe inizialmente in Europa in conseguenza delle Crociate in Terrasanta, e più precisamente ai tempi della battaglia di Antiochia.

Accadde che, nell'anno 1098, durante una delle più furiose battaglie, i cavalieri crociati e i condottieri inglesi vennero soccorsi dai genovesi, i quali ribaltarono l'esito dello scontro e consentirono la presa della città, ritenuta inespugnabile.

Secondo la leggenda, il martire si sarebbe mostrato ai combattenti cristiani in una miracolosa apparizione, accompagnato da splendide e sfolgoranti creature celesti con numerose bandiere, nelle quali campeggiavano croci rosse in campo bianco.
La Chiesa Cattolica festeggia San Giorgio il 23 aprile, anche se dal 1969 lo declassò nella liturgia a una memoria facoltativa; la devozione dei fedeli non è mai venuta meno. La sua memoria è celebrata in questo giorno anche nei riti siro e bizantino. Invece in Georgia, Paese che prende nome da lui, viene festeggiato il 23 novembre. Egli viene considerato, almeno dal IV secolo, martire di Cristo da quasi tutte le chiese che ammettono il culto dei santi.
Secondo vari studiosi, san Giorgio e san Michele sono eredi dell'immagine dell'eroe radioso che uccide un drago, parte della fase solare del mito della creazione, il cui archetipo fu il dio babilonese Marduk.

### NellaLegenda Aurea
Si narra che in una città chiamata Silena, in Libia, vi fosse un grande stagno, tale da poter nascondere un drago, che, avvicinandosi alla città, uccideva con il fiato tutte le persone che incontrava. Gli abitanti gli offrivano per placarlo due pecore al giorno ma, quando queste cominciarono a scarseggiare, furono costretti a offrirgli una pecora e un giovane tirato a sorte. Un giorno fu estratta la giovane figlia del re. Il re, terrorizzato, offrì il suo patrimonio e metà del regno per salvarle la vita, ma la popolazione si ribellò, avendo visto morire tanti suoi figli. Dopo otto giorni di tentativi, il re alla fine dovette cedere e la giovane si avviò verso il lago per essere offerta al drago. In quel momento passò di lì il giovane cavaliere Giorgio, il quale, saputo dell'imminente sacrificio, tranquillizzò la principessa, promettendole il suo intervento per evitarle la brutale morte. Poi disse alla principessa di non aver timore, che l'avrebbe aiutata nel nome di Cristo. Quando il drago si avvicinò, Giorgio salì a cavallo e protettosi con la croce e raccomandandosi al Signore, con grande audacia affrontò il drago che gli veniva incontro, ferendolo gravemente con la lancia e lo gettò a terra, disse quindi alla ragazza di avvolgere la sua cintura al collo del drago, il quale prese a seguirla docilmente verso la città. Gli abitanti erano atterriti nel vedere il drago avvicinarsi, ma Giorgio li tranquillizzò, dicendo loro di non aver timore poiché «Iddio mi ha mandato a voi per liberarvi dal drago: se abbraccerete la fede in Cristo, riceverete il battesimo e io ucciderò il mostro». Allora il re e la popolazione si convertirono e il cavaliere uccise il drago e lo fece portare fuori dalla città, trascinato da quattro paia di buoi.

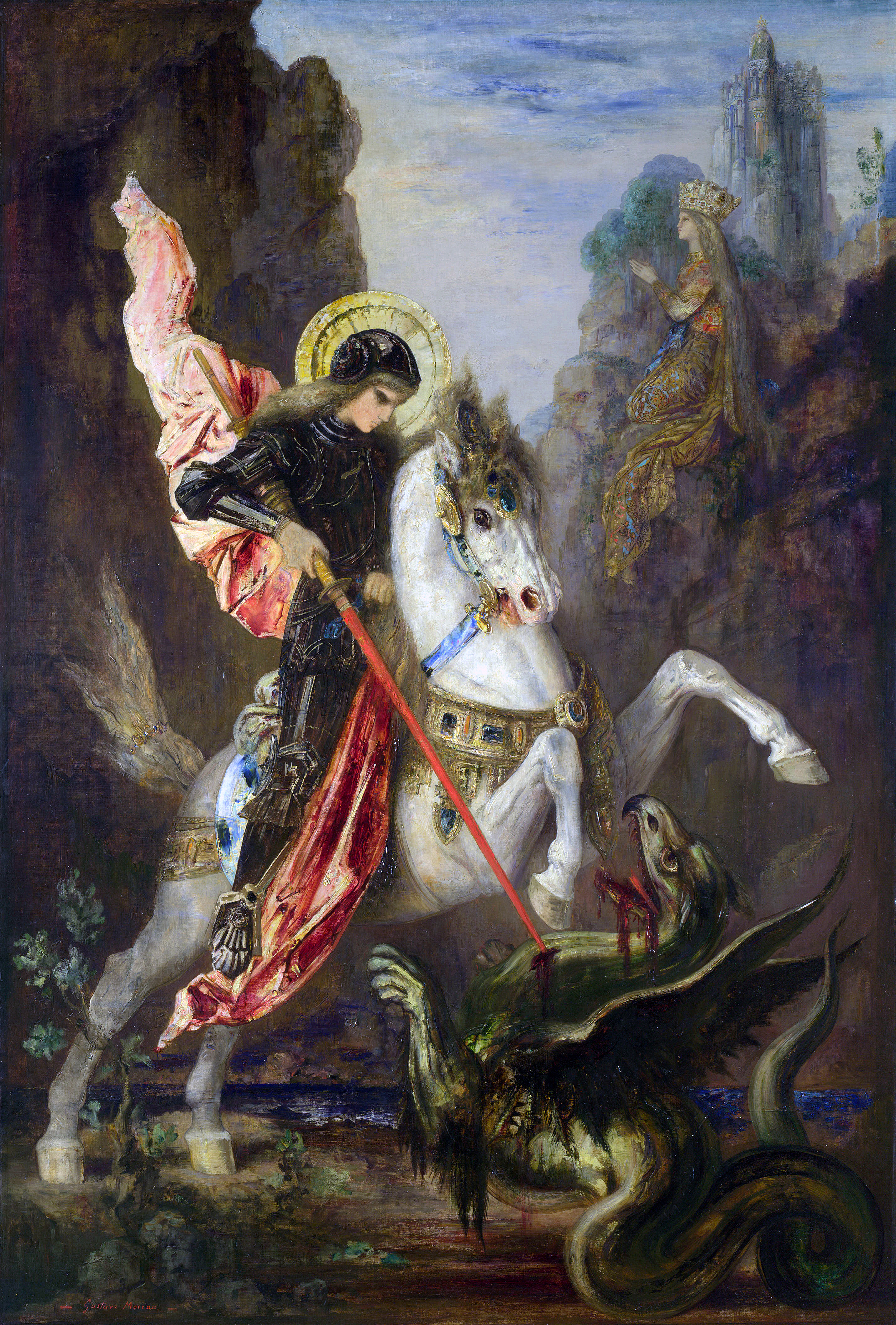
Gustave Moreau, San Giorgio e il drago (1889/90; Londra, National Gallery).

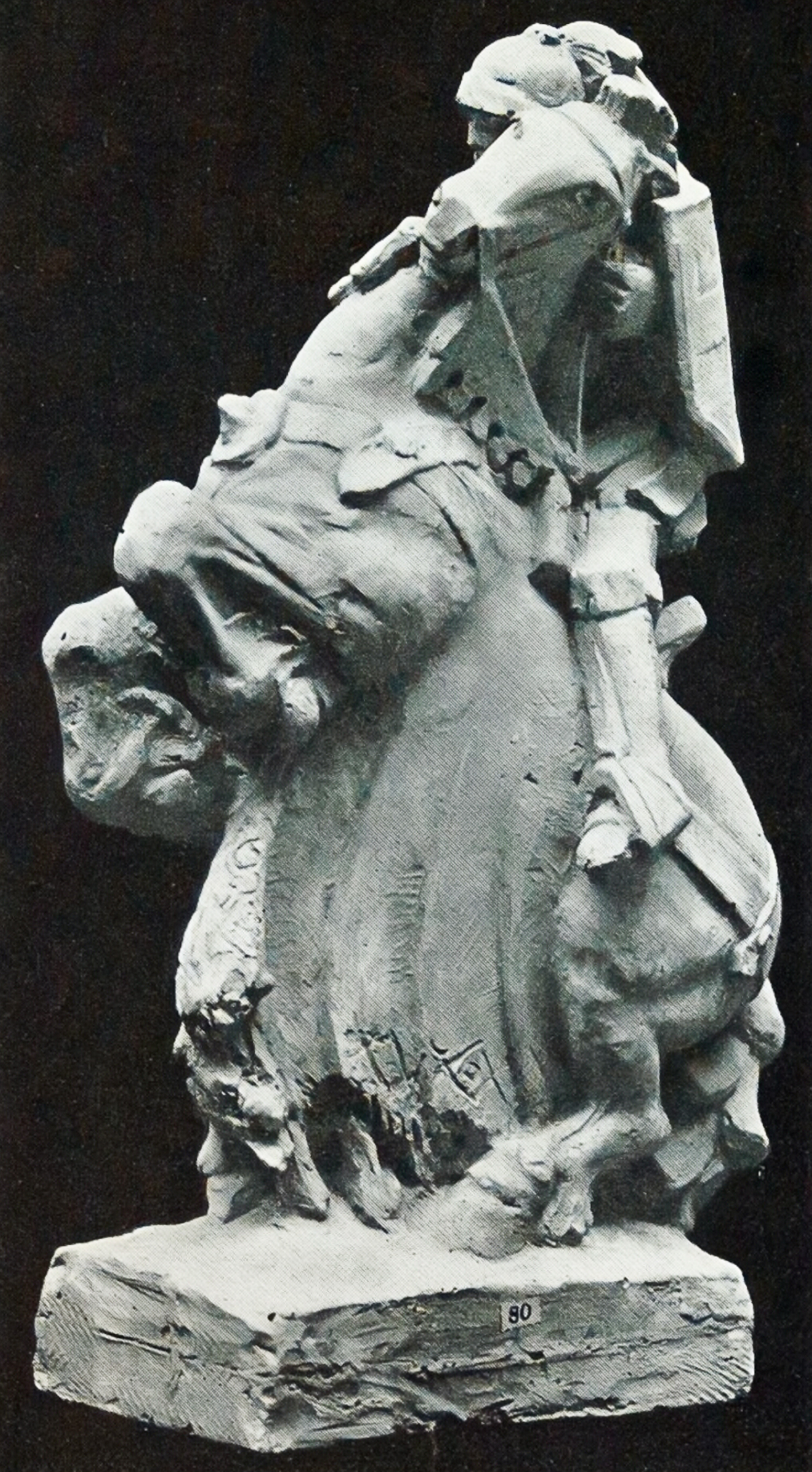
San Giorgio (1933) di Orlando Dutton.

Questa leggenda era sorta al tempo delle Crociate e, probabilmente, fu influenzata da una falsa interpretazione di un'immagine dell'imperatore Costantino, trovata a Costantinopoli, in cui il sovrano schiacciava col piede un enorme drago, simbolo del «nemico del genere umano». La fantasia popolare vi ricamò sopra e il racconto, passando per l'Egitto, dove san Giorgio ebbe dedicate molte chiese e monasteri, divenne una leggenda affascinante, spesso ripresa nell'iconografia. San Giorgio tuttavia non è l'unico personaggio che uccide un drago: anche ad altri santi le leggende riconoscono simili imprese; è facile confondere san Giorgio con san Demetrio o san Teodoro. Questa leggenda riecheggia la vicenda di san Siro, vescovo di Genova che sconfisse un mostro chiamato basilisco, sorta di gallo con le ali di pipistrello e la coda di serpente: il mostro avvelenava con il suo fiato tutto ciò che incontrava e pietrificava con il suo sguardo chiunque lo guardasse negli occhi ma Siro riuscì ad ammansirlo e a condurlo docilmente fuori dalle mura della città ordinandogli di scomparire per sempre. Nell'iconografia, San Giorgio spesso compare con l'epiteto "O Τροπαιοφόρος" (tropeoforo, "il vittorioso").
Nel Medioevo la lotta di san Giorgio contro il drago divenne il simbolo della lotta del bene contro il male e, per questo, il mondo della cavalleria vi vide incarnati i suoi ideali. La leggenda del soldato vincitore del drago contribuì al diffondersi del suo culto, che divenne popolarissimo in Occidente e in tutto l'Oriente bizantino, ov'egli è per eccellenza il «grande martire» e il «trionfatore». Rapidamente divenne un santo tra i più venerati in ogni parte del mondo cristiano. Vari Ordini cavallereschi portano oggi il suo nome e i suoi simboli: l'Ordine della Giarrettiera, l'Ordine teutonico, l'Ordine militare di Calatrava, il Sacro Militare Ordine Costantiniano di San Giorgio, il Reale e militare ordine di San Giorgio della Riunione e molti altri.

### Reliquie
Grande venerazione riscosse il sepolcro del martire; le sue reliquie furono trasferite, probabilmente durante l'invasione persiana all'inizio del VII secolo o poco dopo, all'arrivo dei musulmani in Palestina.
La popolarità del santo nel Medioevo è testimoniata dalla presenza del suo corpo in almeno una trentina di chiese, in Francia, Spagna, Germania, Italia e Paesi Bassi; la sua testa è oggi esposta a Venezia, Praga, Costantinopoli e Lidda, mentre tre delle braccia esistenti del santo si trovano a Roma, Parigi e Conques. Nella chiesa di San Giorgio in Lemine ad Almenno San Salvatore (BG) è esposta, appesa al soffitto, una costola del drago ucciso da San Giorgio.
A Roma, Belisario (ca. 527) affidò alla protezione del santo la porta di san Sebastiano e la chiesa del Velabro, dove venne poi trasferito il cranio di san Giorgio, trovato in Cappadocia da papa Zaccaria (744–752).
Una frazione del cranio di san Giorgio è custodita presso la chiesa di San Giorgio Martire in Oriolo (CS). Nella chiesa Matrice di Matino, intitolata a San Giorgio, è conservato un pezzo dello stinco del santo.
Il nome di san Giorgio era invocato contro i serpenti velenosi, la peste, la lebbra e la sifilide e, nei paesi slavi, contro le streghe.
Dal 1996, dietro autorizzazione ecclesiastica, san Giorgio è il santo protettore delle "Guardie Particolari Giurate".

### Edifici religiosi
Numerosi sono gli edifici religiosi dedicati a San Giorgio nel mondo.

### In araldica
In araldica San Giorgio è molto diffuso, la raffigurazione di egli in sella al cavallo che trafigge il drago è presente in molteplici stemmi civici italiani, ma anche la Georgia e Mosca raffigurano San Giorgio nel proprio stemma.

San Giorgio nello stemma di Venegono Superiore (VA).
San Giorgio nello stemma di Rhêmes-Saint-Georges, in Valle d'Aosta.
San Giorgio nello stemma della Georgia.
San Giorgio nello stemma di Mosca.

### Patronati

#### In Italia
In Italia il culto per san Giorgio è assai diffuso e le città e i comuni di cui è patrono sono più di cento, dei quali uno capoluogo di regione (Campobasso) e tre capoluoghi di provincia (Ferrara, Ragusa e Reggio Calabria); inoltre si contano ben ventun comuni che portano il suo nome.
- Acquate (Lecco)
- Airola (BN)
- Albairate (MI)
- Appignano del Tronto (AP)
- Arcinazzo Romano (RM)
- Arcole (VR)
- Arena Po (PV)
- Ardesio (BG)
- Bagolino (BS)
- Bairo (TO)
- Balsorano (AQ)
- Baressa (OR)
- Barbianello (PV)
- Battifollo (CN)
- Bergantino (RO)
- Bernate Ticino (MI)
- Beura-Cardezza (VB)
- Bitti (NU)
- Bisuschio (VA)
- Boltiere (BG)
- Bonnanaro (SS)
- Brissago-Valtravaglia (VA)
- Brozolo (TO)
- Cabia (UD)
- Caccamo (PA)
- Cancello di Serrastretta (CZ)
- Capriolo (BS)
- Carimate (CO)
- Carpeneto (AL)
- Casalbuttano ed Uniti (CR)
- Casale Corte Cerro (VB)
- Casale di Scodosia (PD)
- Caselette (TO)
- Casaletto Lodigiano (LO)
- Casaletto Vaprio (CR)
- Casorezzo (MI)
- Castegnero (VI)
- Castelmola (ME)
- Castel Giorgio (TR)
- Castello-Molina di Fiemme (TN)
- Castello Tesino (TN)
- Castellucchio (MN)
- Cavallerizzo (CS)
- Cavallermaggiore (CN)
- Cellatica (BS)
- Cerreto Grue (AL)
- Chiauci (IS)
- Chieuti (FG)
- Chieve (CR)
- Chions (PN)
- Chirignago (VE)
- Cicerale (SA)
- Cino (SO)
- Cis (TN)
- Claut (PN)
- Coggiola (BI)
- Colà di Lazise (VR)
- Colico (LC)
- Colle Sannita (BN)
- Comano (MS)
- Corte Palasio (LO)
- Cossignano (AP)
- Costa di Mezzate (BG)
- Credaro (BG)
- Croviana (TN)
- Cumignano sul Naviglio (CR)
- Dello (BS)
- Domegge di Cadore (BL)
- Donori (CA)
- Dorsino (TN)
- Due Carrare (PD)
- Endine Gaiano (BG)
- Eupilio (CO)
- Faggeto Lario (CO)
- Fiorano al Serio (BG)
- Fontanafredda (PN)
- Frabosa Sottana (CN)
- Gropello Cairoli (PV)
- Hône (AO)
- Lessolo (TO)
- Limbiate (MI)
- Liscate (MI)
- Liveri (NA)
- Locorotondo (BA)
- Lodine (NU)
- Loro Piceno (Provincia di Macerata)
- Loseto (BA)
- Lozzolo (VC)
- Lurago Marinone (CO)
- Lusevera (UD)
- Luzzara (RE)
- Maccastorna (LO)
- Marcon (VE)
- Maropati (RC)
- Martone (RC)
- Maserada sul Piave (TV)
- Matino (LE)
- Menconico (PV)
- Mezzano (TN)
- Mirabello Sannitico (CB)
- Modica (RG)
- Molteno (LC)
- Moncenisio (TO)
- Monforte San Giorgio (ME)
- Montagna in Valtellina (SO)
- Montanaso Lombardo (LO)
- Montappone (FM)
- Montechiaro d'Acqui (AL)
- Montecilfone (CB)
- Montegiorgio (FM)
- Montemurro (PZ)
- Nerola (RM)
- Neviglie (CN)

- Niella Belbo (CN)
- Orio al Serio (BG)
- Oriolo (CS)
- Oriolo Romano (VT)
- Ortelle (LE)
- Ovodda (NU)
- Pagnacco (UD)
- Paderna (AL)
- Pau (OR)
- Pecorara (PC)
- Pereto (AQ)
- Perfugas (SS)
- Petrella Tifernina (CB)
- Piana degli Albanesi (PA)
- Piedimulera (VB)
- Pignataro Maggiore (CE)
- Piovà Massaia (AT)
- Pizzo (VV)
- Pollein (AO)
- Porcia (PN)
- Postiglione (SA)
- Porto San Giorgio (FM)
- Portofino (GE)
- Pozzomaggiore (SS)
- Preone (UD)
- Prizzi (PA)
- Quartucciu (CA)
- Ragusa (RG)
- Riano (RM)
- Reano (TO)
- Reggio Calabria (RC)
- Rhêmes-Saint-Georges (AO)
- Riofreddo (RM)
- Ripi (FR)
- Roccabascerana (AV)
- Roccaforte Ligure (AL)
- Rovagnate (LC)
- Ruinas (OR)
- Sambuca di Sicilia (AG)
- San Giorgio a Cremano (NA)
- San Giorgio a Liri (FR)
- San Giorgio Albanese (CS)
- San Giorgio Canavese (TO)
- San Giorgio della Richinvelda (PN)
- San Giorgio delle Pertiche (PD)
- San Giorgio di Pietragalla (PZ)
- San Giorgio del Sannio (BN)
- San Giorgio di Lomellina (PV)
- San Giorgio di Mantova (MN)
- San Giorgio di Nogaro (UD)
- San Giorgio di Piano (BO)
- San Giorgio su Legnano (MI)
- San Giorgio in Bosco (PD)
- San Giorgio in Brenta (PD)
- San Giorgio Ionico (TA)
- San Giorgio La Molara (BN)
- San Giorgio Monferrato (AL)
- San Giorgio Morgeto (RC)
- San Giorgio Piacentino (PC)
- San Giorio di Susa (TO)
- Sanguinetto (VR)
- San Roberto (RC)
- Sassocorvaro Auditore (PU)
- Sassuolo (MO)
- Scapoli (IS)
- Segariu (SU)
- Sessame (AT)
- Sestu (CA)
- Siliqua (SU)
- Solza (BG)
- Stazzano (AL)
- Stilo (RC)
- Suelli (SU)
- Tarano (RI)
- Tavenna (CB)
- Terdobbiate (NO)
- Tires (BZ)
- Torre San Giorgio (CN)
- Torresina (CN)
- Trecenta (RO)
- Treglio (CH)
- Trentola Ducenta (CE)
- Tresnuraghes (OR)
- Treviolo (BG)
- Trinità (CN)
- Tricerro (VC)
- Urbisaglia (MC)
- Urzulei (NU)
- Valduggia (VC)
- Valeggio sul Mincio (VR)
- Valgreghentino (LC)
- Varenna (LC)
- Varzo (VB)
- Venegono Superiore (VA)
- Vicari (PA)
- Vico nel Lazio (FR)
- Vieste (FG)
- Vigolo Vattaro (TN)
- Villanterio (PV)
- Villaputzu (SU)
- Viola (CN)
- Zandobbio (BG)
- Zimone (BI)
- Zumpano (CS)

La sua croce rossa in campo bianco era originariamente vessillo della Repubblica di Genova e quindi fu proclamato protettore della città di Genova (mentre il patrono è San Giovanni Battista); venne in seguito adottata da molte altre città, tra cui Milano e Bologna. Il simbolo venne adottato dai crociati dopo la presa di Gerusalemme del 1099 e poi si diffuse in tutta Europa. La sua "utilità", inoltre, venne colta dal re d'Inghilterra nel XII secolo quando Londra chiese di poter utilizzare la bandiera crociata nel Mediterraneo, in modo da poter godere della protezione della flotta genovese. Per questo privilegio il monarca inglese corrispondeva al Doge della Repubblica di Genova un tributo annuale.
Papa Pio XII, con bolla papale del 1937, elesse San Giorgio martire come protettore della Cavalleria Militare e Civile dello Stato Italiano (Sanctus Georgius Equitum Patronus) quale riferimento e fonte d'ispirazione agli ideali dell'altruismo e della solidarietà. Nella "preghiera del Cavaliere" (Esercito Italiano) è detto infatti: «Signore Iddio [...] Tra coloro che hanno servito le istituzioni, hai scelto San Giorgio, per dare testimonianza di amore al dovere e al sacrificio, a difesa della fede, della Patria e dei deboli. Dona a noi, cavalieri, di imitarne le virtú". E ancora: "Fa che sull'esempio del nostro Patrono, senza timore, ma con nobile fierezza, professiamo sempre e dovunque la nostra fede; e che, fedeli al giuramento, buttando il cuore oltre le difficoltà e i pericoli, all'ombra dello Stendardo, serviamo in umiltà di mente e di cuore, la nostra Patria».

#### Negli altri Stati
L'origine dell'antichissimo culto reggino a san Giorgio risale agli inizi dell'XI secolo ed è legato all'episodio che portò Reggio Calabria a infliggere una sconfitta ai saraceni che insidiavano le coste calabresi.
Nel 1086 il saraceno Bonavert di Siracusa sbarcò a Reggio distruggendo il monastero di San Nicolò sulla Punta Calamizzi e la chiesa di San Giorgio danneggiando le effigi dei Santi, ma il duca Ruggero Borsa contrattaccò e inseguì Bonavert, lo uccise in battaglia e conquistò Siracusa. Per questa vittoria i reggini adottarono san Giorgio a loro protettore, si dice infatti che Ruggero sarebbe stato assistito dal Santo contro Bonavert.
Proprio a questo periodo corrisponde infatti l'antichissima devozione della città a Giorgio, documentata anche dal fatto che al santo furono dedicate molte chiese della città (tra cui San Giorgio di Sartiano in La Judeca, San Giorgio di Lagonia, San Giorgio intra moenia e San Giorgio extra moenia). In particolare nella chiesa di San Giorgio al Corso, tuttora esistente nel cuore della città, nel medioevo si eleggevano i tre sindaci della città con un solenne atto ai piedi dell'altare del santo patrono.
San Giorgio è patrono dell'Inghilterra, del Portogallo, della Lituania, del Montenegro, della Georgia e dell'Etiopia.
Il santo, assieme a san Paolo apostolo, è compatrono di Malta, mentre è il patrono principale dell'isola di Gozo, il cui capoluogo, Victoria, ospita la chiesa protoparrocchiale di San Giorgio, edificata nel XVII secolo, dal 1958 basilica minore pontificia. La sua festa patronale esterna ricorre la terza domenica di luglio, con apparati solenni e un notevole concorso popolare, a testimonianza della sentita devozione dei gozitani verso il martire di Cappadocia. San Giorgio è anche il santo titolare di una fra le più importanti e antiche parrocchie maltesi, Qormi, la cui comunità lo festeggia solennemente l'ultima domenica di giugno.
In Serbia, San Giorgio è uno dei due santi patroni (l'altro è san Sava).
Il santo è anche posto a protezione della Catalogna e il 23 aprile (in catalano: diada de Sant Jordi) i catalani, con una tradizione che risale probabilmente al secolo XV, festeggiano la giornata degli innamorati, in cui le coppie di amanti, ma anche gli amici, genitori e figli, si regalano delle rose e dei libri. La festa è molto popolare e, dal punto di vista dei catalani, è anche diventata una rivendicazione della loro cultura e valori nazionali. A san Giorgio Antoni Gaudí dedicò la Casa Batlló a Barcellona. La versione catalana della leggenda di Sant Jordi dice che dopo un combattimento feroce tra il cavaliere e il drago, la bestia cadde attraversata dalla spada di ferro e, dal sangue del drago caduto a terra, nacque un rosaio che fioriva ogni mese di aprile. Questa è la spiegazione che la tradizione orale ci dona all'usanza di regalare rose per la giornata di Sant Jordi, il 23 aprile.
Sempre in Spagna, San Giorgio è il patrono dell'Aragona essendo il 23 aprile giorno festivo in tutta la regione.
In Germania sono a lui dedicate molte acque ritenute miracolose. La città tedesca di Friburgo in Brisgovia ha San Giorgio come santo patrono.
Tra gli Slavi di Carinzia il santo assume l'aspetto folcloristico di un rito per ottenere la pioggia (Giorgio verde); tra i Georgiani, invece, viene celebrato il 14 agosto e ha preso il posto di una festa al dio Luno (Giorgio bianco). Altri paesi slavi sostituirono il culto di Jarylo con quello di san Giorgio.
In Istria, la leggenda racconta che il santo avrebbe ucciso un drago anche presso la città di Pirano (Piran), nella quale gli è dedicato il duomo e un capitello con dipinto raffigurante l'impresa, vicino alla piazza.
In Croazia, san Giorgio è il santo patrono del comune di Đurđevac e del comune di Sveti Đurđ (San Giorgio). San Giorgio è stato il santo patrono della città croata di Sussak (Sušak).
San Giorgio è inoltre il patrono dei Rom, i quali lo celebrano il 6 maggio con la loro più importante festa, detta in romanè Gurgevdan (pronuncia: Giurgevdan).

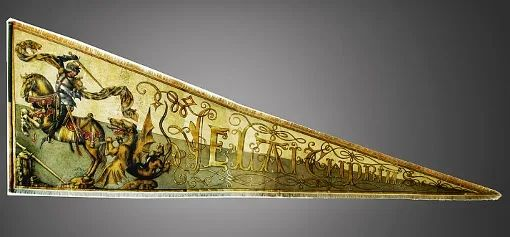
Uso dell'immagine di San Giorgio in una bandiera usata dall'esercito borgognone durante le guerre borgognone, per la sua rappresentazione come ammazza-draghi viene spesso raffigurato in contesti militari.

Altre località non italiane
- Buttenheim (Germania)
- Alcoy (Spagna)
- Catalogna (Spagna)
- Friburgo in Brisgovia (Germania)
- Mosca (Russia)
- Pirano (Slovenia)
- Sciro (Grecia)
- Slovenske Konjice (Slovenia)
- Sušak (Croazia)
- Mosul (Iraq)

### Culto e devozione
Nella provincia di Ferrara il culto è particolarmente diffuso poiché spesso, nella credenza popolare dell'Alto Medioevo, il Po e altri corsi minori venivano considerati la tana di un drago, che san Giorgio avrebbe ucciso salvando gli abitanti. In realtà il drago è stato identificato come metafora della pericolosità delle piene del fiume, che rischiavano di distruggere Ferrara e gli altri centri della zona. A Ferrara le due chiese principali gli sono dedicate. Ad Argenta, invece, è presente la pieve di San Giorgio, addirittura precedente alla nascita della città di Ferrara, a provare l'antichità del culto del santo.
A Marsico Nuovo gli è dedicata l'antica Cattedrale di San Giorgio Martire.
Gli è dedicato il palio di Ferrara, nel quale il premio è appunto il drappo del "santo Zorzo" (san Giorgio nel locale dialetto).
A Gubbio è uno dei tre santi nel cui nome si svolge la festa dei ceri (o "corsa") ogni 15 maggio.
A Siena, in ricordo della battaglia di Montaperti, si celebravano ogni anno a settembre i Giochi di San Giorgio.
A Sindia (NU) è festeggiato insieme a Sant'Isidoro l'Agricoltore e al santo Arcangelo Raffaele.
A Soriano nel Cimino, a san Giorgio è dedicata un'antica chiesa romanica risalente all'XI secolo e porta il suo nome una delle quattro contrade che partecipano alla "Sagra delle Castagne", una delle più importanti manifestazioni medioevali in Italia. Durante il corteo storico viene rievocata la battaglia del santo contro il drago, con un grande carro allegorico in cui compaiono i protagonisti della vicenda.
A Porto San Giorgio la chiesa principale è dedicata a San Giorgio e inoltre il 23 aprile si festeggia il santo patrono con una fiera e una processione che attraversa la città.
San Giorgio martire è il Santo Patrono di Villaputzu. Si festeggia il 15 maggio con l'uscita del santo in processione su un carro sardo trainato da una coppia di buoi, accompagnato, oltre che dai fedeli, da suonatori di launeddas e da gruppi in costume sardo. Segue la Santa Messa Solenne e successivamente proseguono i festeggiamenti nel sagrato della Chiesa.
Vi è una processione anche a Vieste, in Puglia, una a Ragusa (nell'antico quartiere di Ibla) ed a Modica in provincia di Ragusa ed un'altra a Prizzi ed a Piana degli Albanesi provincia di Palermo, in Sicilia. Viene festeggiato inoltre a Marineo, il 23 aprile.
A Caresana, paesino della provincia di Vercelli, ogni anno l'ultima domenica di aprile si scioglie il voto a san Giorgio con la centenaria Corsa dei Buoi, che consiste nel far correre gli animali per duecento metri, partendo dalla chiesetta del Santo.
A Chieuti, in provincia di Foggia, il 22 aprile si svolge l'annuale corsa dei buoi. Carri trainati da buoi e cavalli vengono fatti gareggiare lungo le strade della città.
A Locorotondo san Giorgio è il Patrono principale, mentre San Rocco è il compatrono. In questo borgo ci sono molti festeggiamenti per san Giorgio e la comunità vanta una bellissima statua lignea.
La sera del 23 aprile di ogni anno vi è una processione con carro trionfale sormontato dal quadro di San Giorgio Martire nel grazioso borgo di Loseto, comune autonomo fino al 1937 e ora quartiere di Bari, dove il santo martire è venerato come santo patrono. Il quadro raffigurante il santo nell'atto di uccidere il drago è conservato sul marmoreo altare della settecentesca Chiesa Matrice di San Giorgio. Vi si venera anche una bella statua del martire cristiano.
A Martone il 23 aprile il santo si venera con la solenne messa e la processione. La 2ª domenica di agosto, al rientro degli emigranti, la festa dura 3 giorni: venerdì, taglio da ntinna (albero della cuccagna); sabato, arzata da ntinna (alzata dell'albero della cuccagna molto caratteristico, alto 26 m.); domenica, processione per le vie del paesino e, alla sera alle 22.00 la discesa: il santo dalla chiesa matrice rientra nella sua chiesetta.

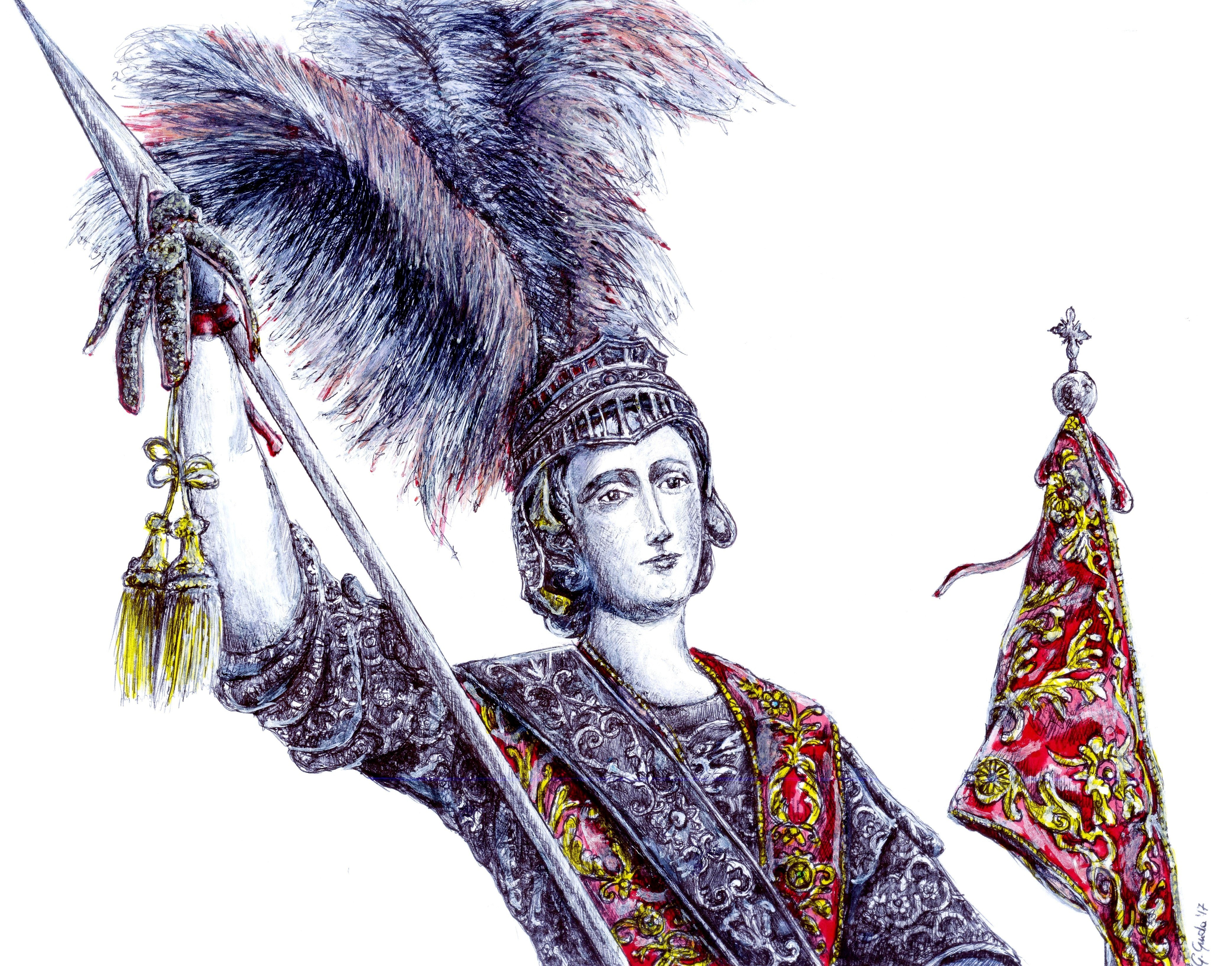
San Giorgio megalomartire, illustrazione ispirata alla statua del santo che si conserva a Trentola Ducenta (Caserta).

A Maccarese, frazione di Fiumicino, il culto di San Giorgio è legato all'omonimo castello medievale, e la leggenda, analoga a quella del Santo mediorientale, vede il drago sconfitto nella palude che invadeva la zona umida costiera ad opera di un cavaliere, Giorgione, della casata degli Anguillara. Secondo la leggenda il drago si nascondeva nella vicina zona di Malagrotta, resa poi famosa dalla famigerata discarica di Roma.
A Sorriva, frazione di Sovramonte, dal 1631, ogni anno si venera il Santo con la solenne messa e la processione durante la quale si suonano le campane con il batacchio. Durante i giorni di festa, a turno, tre famiglie preparano la tipica minestra per tutto il paese e per i viandanti come voto per aver liberato il paese dalla peste.
A Piacenza, monsignor Luciano Monari, vescovo della diocesi, si fece promotore verso i vertici ecclesiastici per fare riconoscere San Giorgio martire di Lidda come patrono della Guardie Particolari Giurate. Il Vescovo propose San Giorgio perché in vita svolgeva un lavoro che potrebbe paragonarsi a quello delle GPG.

#### Patrono degli Scout

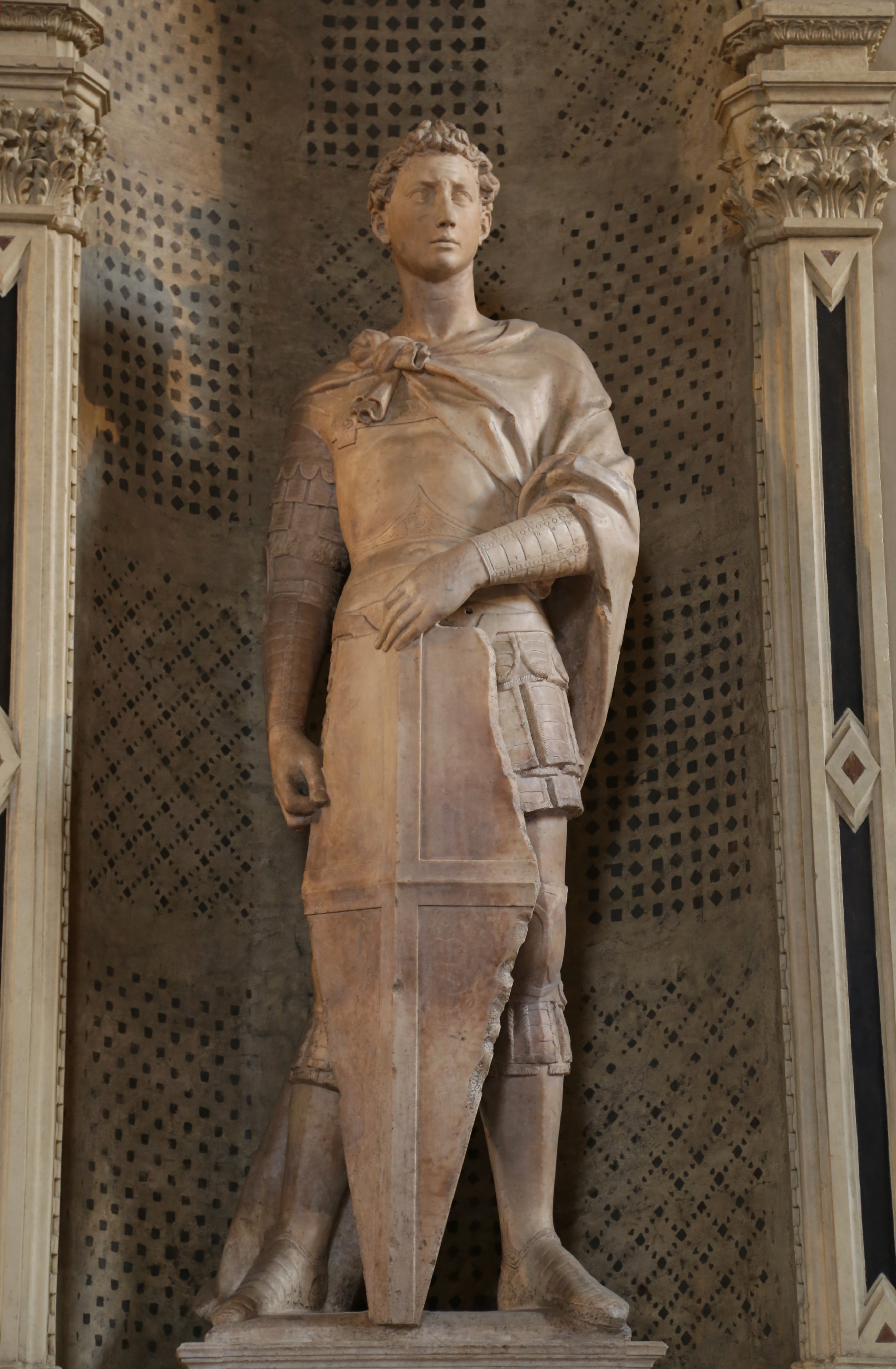
San Giorgio, statua marmorea di Donatello.

San Giorgio è da sempre considerato santo patrono degli Scout e delle Guide. Questo non per le origini inglesi del movimento, bensì per la simbologia a lui legata dei cavalieri e del bene che sconfigge il male. Nella tradizione italiana la Festa di san Giorgio è il giorno del rinnovo dedicato al rinnovo della promessa, proprio per la vicinanza del cerimoniale della promessa a quello della cavalleria. Nei pressi di questa data spesso vengono organizzate attività intergruppo chiamate Campo San Giorgio, che si svolgono attorno al 23 aprile. Anche nelle associazioni scout non confessionali (come per esempio quella britannica o il Corpo Nazionale Giovani Esploratori ed Esploratrici Italiani) il giorno di san Giorgio viene sempre festeggiato, con attività spesso in gemellaggio tra diversi gruppi.

### Riferimenti
1. ↑   Leonid Uspenskij, Vladimir Losskij, Il senso delle icone, traduzione di Maria Grazia Balzarini, 1ª ed., Milano, Jaca Book, settembre 2007,  p. 128, ISBN 978-88-16-40800-5.
2. ↑   Marco Gallo, Indispensabile o facoltativo? Una prefazione (o un viatico?), in San Giorgio e il Drago: l'indispensabile mito, Roma, Ed. Discendo Agitur, 2023,  p. V-XIII.
3. ↑   Robert J. Stewart, I miti della creazione, traduzione di Vittorio Cucchi, Milano, Xenia, 1993,  p. 69, ISBN 88-7273-042-2.
4. 1 2   Jacopo da Varazze, Legenda Aurea, a cura di Alessandro e Lucetta Vitale Brovarone, Torino, Einaudi, 1995, ISBN 88-06-13885-5.
5. ↑   Antonio Lombatti, Il culto delle reliquie, Milano, Sugarco, 2007,  pp. 202-203, ISBN 978-88-7198-526-8.
6. ↑   Mauro Orletti, Guida alle reliquie miracolose d'Italia, Macerata, Quodlibet, 2018,  pp. 36-40, ISBN 978-88-229-0118-7.
7. ↑   Rodolfo Puletti e Mario Falciani, Caricat! Storia dell'Arma di Cavalleria, 2ª ed., Roma, Rivista di Cavalleria, 2011, SBN CFI0989538.
8. ↑   Omaggio al Megalomartire, in Il Quotidiano, 22 aprile 2007.
9. ↑   St George's Basilica - Gozo, Malta, su stgeorge.org.mt.
10. ↑   Eduardo Ciampi, Mino Freda, Paolo Palliccia e Paolo Velonà, San Giorgio e il Drago (L'indispensabile mito). Storia, Metastoria, Arte e Letteratura, Roma, Discendo Agitur, 2023, ISBN 978-88-96540-48-0.